# Зарудный, Николай Алексеевич
Никола́й Алексе́евич Зару́дный (13 (25) сентября 1859, деревня Гряковская, Валковский уезд, Харьковская губерния, ныне Полтавской области — 17 марта 1919, Ташкент) — русский зоолог-орнитолог и путешественник украинского происхождения.

## Биография
Николай Алексеевич Зарудный родился 13 (25) сентября 1859 года в селе Гряково (ныне Полтавская область Украины). Потомок старинного казацкого рода. До 11 лет Зарудный жил в родном краю, в поместье своего дяди. В 1870 году он поступил в Кадетский корпус в Санкт-Петербурге, но не окончил его. Закончил Учительскую семинарию военного ведомства и Оренбургское юнкерское казачье училище. С 1879 по 1892 год был учителем военной прогимназии в Оренбурге.
В восьмидесятые годы XIX века Зарудный путешествовал по Оренбургскому краю и занимался изучением животного мира южноуральских и казахстанских степей. Результаты своих исследований он изложил в своих первых трудах: «Орнитологическая фауна Оренбургского края», написанном в 1884 году и опубликованном Академией наук в 1888 году, и «Заметки по фауне млекопитающих Оренбургского края», «Материалы для фауны амфибий и рептилий Оренбургского края». В 1897 году им была опубликована работа «Дополнения к Орнитологической фауне Оренбургского края».
В 1884—1892 годах, во время прохождения службы в Оренбурге, Н. А. Зарудный совершил 5 экспедиций по Закаспийской области.
В 1892—1906 годах Н. А. Зарудный преподавал естествознание в Псковском кадетском корпусе. В этот период он совершил 4 путешествия по Восточной, Центральной и Западной Персии и Белуджистану. Его зоологические сборы в этих путешествиях послужили материалом для целого ряда статей как русских, так и западноевропейских натуралистов. Особо драматичной оказалась экспедиция Зарудного в Систан (1900–1901), проходившая под патронажем и на средства ИРГО. Беседуя с жителями Систана, Зарудный с удивлением отметил, что многие из них даже не подозревают о существовании Российской империи. Зато обнаружился в Систане «небольшой английский городок». Вскоре англичане наняли какую-то банду, чтоб та истребила отряд Зарудного. Однако, сделав несколько выстрелов по каравану, наёмники сочли за лучшее начать мирные переговоры с Зарудным, в ходе которых «сдали» своих хозяев… А ближе к концу экспедиции, Зарудный и его спутники посетили английскую факторию Банглу в иранском портовом городе Чахибар (уже в Белуджистане), где «встретили любезный приём и помощь в деле снаряжения каравана. Из Чахибара караван двинулся в обратный путь».
С 1906 года Н. А. Зарудный жил в Ташкенте, работал преподавателем в Ташкентском кадетском корпусе. Он продолжал изучение животного мира гор и равнин Средней Азии. В 1910—1911 годах он совершил плавания по Амударье и Сырдарье, в 1912 году изучал пустыню Кызылкумы в Бухаре, в 1914 году обследовал восточное побережье Аральского моря.
Умер Н. А. Зарудный 17 марта 1919 года в Ташкенте в результате несчастного случая — в музее он случайно выпил отравленную жидкость и через три часа скончался.
Этот не получивший специального образования и постоянно нуждавшийся в средствах для жизни человек, используя лишь свободное от служебных обязанностей время, сумел обследовать… обширнейшие пространства Средней Азии, совершить четыре замечательных путешествия по Ирану, собрать огромные коллекции по всем группам животных, написать ряд капитальных трудов и многочисленные специальные статьи и приобрести имя орнитолога мирового масштаба!
 — писал в 1940 году известный зоолог, граф Н. А. Бобринский, первый биограф Зарудного.

## Работы Н. А. Зарудного
- Орнитологическая фауна Оренбургского края («Записки Императорской Академии Наук», 1888; удостоена премии академика Брандта).
- Орнитологическая фауна области Аму-Дарьи между гг. Чарджуем и Келифом («Bulletin de la Société impériale des naturalistes de Moscou», 1890).
- Oiseaux de la Contrée Trans-Caspienne (ib., 1885).
- Recherches zoologiques dans la Contrée Trans-Caspienne (ib., 1890).
- Материалы для орнитологической фауны Северной Персии (ih., 1891).
- О нахождении Melivora indica в Закаспийской области (вместе с Бихнером, ib., 1892).
- Note sur une nouvelle espèce de mésange (ib., 1893).
- Материалы для фауны амфибий и рептилий Оренбургского края (ib., 1895).
- Заметки по фауне млекопитающих Оренбургского края (ib., 1895).
- Экскурсия по Северо-Восточной Персии и птицы этой страны (ib., 1900).
- Zarudny N.,  Härms M. Ueber eine neue Form der Sumpfmeise. Poecile salicaria neglecta nov. subspec. // Ornithologische Monatsberichte, 1900, v. 8, p. 19-20.
- Предварительный краткий отчет о поездке в Персию в 1900—1901 гг. ("Записки Импер. Русск. Географ. Общества, 1902).
- Экскурсия по Восточной Персии. - СПб., 1901. // Записки импер. Русск. географ. общества по общей географии ; Т. 36, № 1. Архивная копия от 4 мая 2017 на Wayback Machine
- Птицы Восточной Персии : Орнитол. результаты экскурсии по Вост. Персии в 1898 г. Архивная копия от 12 марта 2017 на Wayback Machine (ib., 1903).
- О гадах и рыбах Восточной Персии (ib., 1904).
- Орнитологическая фауна Восточной Персии (ib.).
- Путешествие по Западной Персии в 1903—1904 гг. (ib.).
- Птицы Псковской губернии («Записки Императорской Академии Наук» по физико-математическому отделу. Т. 25, № 2. 182 с. СПб. 1910).
- Третья экскурсия по Восточной Персии (Хорасан, Сеистан и Персидский Белуджистан). : 1900-1901 гг. - Пг., 1916. // Записки имп. рус. геогр. о-ва по общ геогр.; т. I. Архивная копия от 2 июня 2017 на Wayback Machine

Кроме того был опубликован ряд статей в «Ежегоднике Зоологического Музея Императорской Академии Наук», «Трудах Санкт-Петербургского Общества натуралистов», «Ornithologische Monatsberichte» и «Ornithologisches Jahrbuch».